# Cornelia (stacja metra)
Cornelia – druga stacja na linii A metra rzymskiego, położona przy skrzyżowaniu via Boccea i circonvallazione Cornelia. Stacja została otwarta 1 stycznia 2000. W jej pobliżu znajduje się duży węzeł przesiadkowy z przystankami autobusów miejskich i podmiejskich.